# Elachocharax mitopterus
Elachocharax mitopterus är en fiskart som beskrevs av Weitzman, 1986. Elachocharax mitopterus ingår i släktet Elachocharax och familjen Crenuchidae. Inga underarter finns listade i Catalogue of Life.